# Sinfonia n. 1 (Brahms)
La Sinfonia n. 1 in Do minore Op. 68 è una composizione di Johannes Brahms scritta fra il 1855 e il 1876. I primi appunti di Brahms per questo suo primo lavoro sinfonico risalgono al 1855, molti anni prima del 1876, anno della prima esecuzione del lavoro che, diretto da Felix Otto Dessoff, ebbe luogo il 4 novembre 1876 nel Badisches Hoftheater di Karlsruhe, in Germania.
Un'esecuzione tradizionale dura approssimativamente 45-50 minuti.

## Storia
Le prime tracce del primo tempo di questa sinfonia sembrano risalire agli anni che Brahms trascorse a Düsseldorf, quindi tra il 1855 ed il 1856, gli stessi in cui compose il Concerto n. 1 per pianoforte ed orchestra. Conoscendo noi solo quello che Brahms ha voluto farci arrivare, la maggior parte delle informazioni sulla genesi dell'opera proviene dalle lettere. Il primo tempo, senza però l'introduzione lenta, fu completato solo sei anni dopo, nel 1862. Da questo momento, per ben quattordici anni, Brahms si dedicò alla composizione di questa sinfonia; mentre lavorava naturalmente anche ad altre opere: fra mille indecisioni, ripensamenti e correzioni, elaborava, limava e migliorava la sua composizione che solo in piccola parte reca traccia dell'enorme travaglio rappresentato per l'autore.
In realtà la prima sinfonia prende veramente corpo tra il 1874 ed il 1876. Considerando che il lavoro a tempo pieno di Brahms su di essa avveniva soprattutto durante le vacanze estive, sono le tre estati dal '74 al '76 quelle in cui arriva a completare l'opera (più in particolare tra l'agosto ed il settembre del 1876 che trascorse nell'isolamento del Mar Baltico, a Sassnitz, sull'isola di Rügen, in un contesto naturale del tutto congeniale. Si ritiene comunque che siano stati effettuati tagli e aggiustamenti anche nei mesi immediatamente successivi (ottobre 1876).
La prima esecuzione, quasi un collaudo generale, avvenne il 4 novembre 1876 a Karlsruhe sotto la direzione di Otto Dessoff. Soltanto tre giorni dopo Brahms diresse la prima esecuzione a Mannheim. Successivamente le esecuzioni più importanti furono a Lipsia, a Breslavia (sempre dirette dal compositore) e a Cambridge (diretta da Joseph Joachim). La sinfonia ebbe ovunque un caloroso successo, nonostante le critiche di alcuni rappresentanti della cosiddetta corrente neo-tedesca che vedevano nella Prima di Brahms un atto di orgoglio, come una forza restauratrice rispetto al mondo del poema sinfonico.
In ogni caso la vera grande prima di questa sinfonia si tenne a Vienna il 17 dicembre 1876; in questa occasione si scatenarono i commenti di ammirazione del mondo musicale: sia di brahmsiani come Eduard Hanslick (il quale la dichiarò l'opera che finalmente avrebbe avuto la capacità di continuare la strada che si era interrotta con i neo-tedeschi), sia di un sostenitore della musica wagneriana come Hans von Bülow, il quale diede alla sinfonia il famoso soprannome di "decima di Beethoven", come se Brahms fosse il degno erede di quest'ultimo.
È una sinfonia che vede il pensiero beethoveniano al proprio centro, e lo si può notare dalla scelta del Do minore, e da riferimenti molto evidenti al percorso della Terza Sinfonia (l'Eroica) di Beethoven, cominciando in Do minore e finendo in Do Maggiore come in uno sforzo, in una conquista. Mentre però la sinfonia beethoveniana ha una sorta di percorso ascensionale molto continuo, Brahms già dalla prima sinfonia propone un altro tipo di scrittura: primo e ultimo tempo in relazione con questo problema evolutivo, mentre i due tempi centrali, a differenza di quanto aveva fatto Beethoven, sono piuttosto dei tempi parentetici, che paiono non partecipare a questo grande sforzo drammatico che si attua nel 1° e nel 4º tempo. Innanzitutto lo possiamo notare dall'assenza di scherzo: Beethoven dalla Seconda sinfonia in poi aveva sostituito il minuetto settecentesco con il tempo di scherzo, sempre più immesso nel problema drammatico della sinfonia; addirittura nella Quinta e nella Sesta Beethoven aveva collegato lo scherzo al Finale, trasformando il tutto in un percorso continuo, dove tutto converge verso l'ultimo tempo.
Brahms invece intende i tempi centrali della sinfonia come una parentesi, come un momento sospensivo del problema che sta ad arco tra il primo e l'ultimo tempo. Questo vale nella prima, ed è emblematico quello che accade nel terzo tempo, che infatti non partecipa all'impegno drammatico.
Pur essendo una “prima” non ne ha assolutamente il carattere, e ciò è dovuto al lavoro colossale che Brahms ha fatto durante gli anni '50 e '60 sulle forme della musica da camera, sulle grandi opere corali (una su tutte il Deutsche Requiem) e preparandosi al confronto con l'orchestra. La Prima sinfonia quando compare è, un po' come la sinfonia Titano per Mahler, lo sbocco, la conclusione, di tutta la fase giovanile di Brahms.

## Organico
La sinfonia è orchestrata per due flauti, due oboi, due clarinetti, due fagotti, un controfagotto, quattro corni, due trombe, tre tromboni, timpani e archi.

## Struttura
La sinfonia è strutturata nei quattro movimenti tipici della sinfonia classica:
1. Un poco sostenuto – Allegro – Meno Allegro (Do minore)
2. Andante sostenuto (Mi maggiore)
3. Un poco Allegretto e grazioso (La bemolle maggiore)
4. Adagio – Più Andante – Allegro, ma con brio – Più Allegro (Do maggiore)

La Prima sinfonia è un'opera in quattro tempi, i quali sembrano procedere in una dimensione schubertiana dal punto di vista tonale, come una progressione di terze: il primo tempo è in Do minore, il secondo in Mi Maggiore, il terzo in Lab Maggiore (enarmonicamente possiamo intenderlo come Sol#), mentre l'ultimo tempo è in Do Maggiore.

## Analisi: il primo tempo
Sull'esempio della Settima di Beethoven, Brahms crea una gigantesca introduzione di 37 battute. Tutta questa sezione, che mostra la preparazione tematica al primo tempo, è indicata col tempo “Un poco sostenuto”.

### Tema
Sembra l'antefatto del tema e in questa introduzione possiamo vedere un “serbatoio” di tutti gli incisi che poi sono combinati nel tema. In realtà il processo compositivo è partito dal tema e questa introduzione rappresenta una sorta di giustificazione di come il compositore sia arrivato a scrivere il tema; probabilmente è anche per questo che non ha voluto ci arrivassero gli abbozzi: tutto ciò che noi vediamo è ciò che Brahms ha deciso di farci vedere: il suo lavoro è già testimoniato da questa formidabile introduzione che si apre in modo memorabile, con un gesto di potenza beethoveniana. Quello che ascoltiamo nelle prime 8 misure è un tema estremamente complesso.
L'inizio si svolge su un pedale di tonica dei timpani, dei contrabbassi e del controfagotto che danno la pulsazione del 6/8. La scrittura si può definire in doppio coro dove un coro è costituito dagli archi e un altro dai legni con il sostegno di due dei corni (mentre gli altri due assecondano il pedale). In questa struttura a doppio coro sono già individuabili degli incisi molto significativi:
Un'ascesa cromatica nei violini, alla quale nei fiati corrisponde una discesa sempre cromatica.
Le prime tre note dei violini rappresentano già uno dei sette incisi tematici che andremo ad individuare, mentre il secondo si identifica nel gesto coi sedicesimi in scala, riprodotto a battuta 4 anche dai legni.
Il terzo inciso è il salto d'ottava sui sedicesimi di violini primi e secondi a battuta 5.
A battuta 9 parte un secondo periodo (b) con il ritorno al 6/8 costituito dagli elementi:
- progressione di settime diminuite (battute 9-11)
- iterazione del semitono (battute 11-12)

A battuta 13 questo processo si ripete: ritroviamo nell'ordine gli elementi 4, 5 e 6 (quest'ultimo rappresentato dalla scala discendente delle battute 19 e 20 di flauto, fagotto e violini, la quale conclude questo periodo).
A 21 troviamo una terza sezione che si porta fino a battuta 24, caratterizzata da un elemento che chiameremo 7, che nuovo non è, derivando dal 3 di battuta 5, il salto d'ottava in sedicesimi, rappresentato dalla figura in arpeggio di Mib degli archi.
Tutto questo passaggio, armonicamente molto sottile, scuro e ambiguo, è in realtà sospeso tra maggiore e minore, e più precisamente tra Mib M e Do m.
A battuta 25 segue per quattro misure una ripetizione variata delle prime quattro battute di a, quindi limitata agli elementi 1 e 2: l'ascesa cromatica e la scala ascendente.
L'introduzione si conclude con una sezione che possiamo chiamare d, che copre le misure 29-37, con l'oboe ed i violoncelli che ripetono questa frase simmetricamente.
In questa sezione si riprendono nell'ordine gli incisi 5, 7 e 6.
Già facendo un piccolo riassunto di queste prime 37 battute notiamo l'incredibile densità e complessità del pensiero di Brahms. Sette diversi incisi significativi vengono esposti e bilanciati nell'introduzione, anche se esposto in modo disarticolato, per essere poi strutturati nel primo tema; tutto ciò che è comparso finora sarà fondamentale e diversamente combinato in tutto il materiale tematico seguente.
A questo punto parte l'Allegro con il primo tema, di grande complessità e di matrice beethoveniana; non è un tema cantabile. Il primo tempo di questa sinfonia è un'innervatura formale sulle cellule minime fra le più compatte e capillari che esistano. Non ci saranno sorprese, ma solamente modi mirabili di combinare tutto ciò che abbiamo già sentito nelle prime 37 battute.
Possiamo stabilire dove cominci il primo tema soltanto valutando l'uso che ne fa Brahms nella ripresa. Sembra quasi che ci sia una sorta di introduzione interna, comprendente le battute 38-42, e che il primo tema vero e proprio parta dal f degli archi di battuta 42.
È un tema frazionato tra archi e fiati con una scrittura complessissima.
Le battute 38 e 39 riprendono l'elemento 1 (l'ascesa-discesa del semitono), mentre a 40 troviamo l'inciso 2 capovolto, imitato prontamente dai violini.
La figurazione dei violini di 42 altro non è che il 7 ascoltato a battuta 21, mentre nelle stesse misure compaiono nel fagotto gli elementi 1 e 2.
Questa sezione termina a 51, quando vengono esposti gli elementi 4 (progressione delle settime) e 5 (scala discendente). L'intera sezione tematica è organizzata in un primo grande periodo divisibile in tre frasi da 38 a 70; una specie di espansione di unificazione e di diversa organizzazione degli incisi presenti nell'introduzione, che conferisce una natura muscolosa al brano, fortemente caratterizzata dal ritmo.
A 70 tutti gli incisi vengono costantemente variati fino ad arrivare all'episodio di transizione di battuta 111, dove comincia appunto un processo modulante (fino ad ora la tonalità si era mantenuta piuttosto stabilmente su Do m).
Possono essere isolati diversi periodi:
- 70-78 dominate dalla figura dell'arpeggio
- 78-89 con ancora una forte presenza dell'elemento 7 unito però all'ascensione semitonale (1) e all'inciso 2 (84-85 nei legni)
- 89-97 caratterizzate sempre da 1 e dall'iterazione del semitono nei fiati
- 97-103 propongono nuovamente la figura dell'arpeggio, stavolta in inversione mentre l'ultima parte, nelle battute 103-110 vede l'elemento 1 isolato e seguito dal 7.

Comincia il capillare processo di transizione che però non si identifica con un proprio tema. La transizione copre le battute 111-121, fino alla nona di dominante di battuta 120 che porta ad un'affermazione di Mib M, identificandosi quindi con un processo tradizionale della forma sonata, che contrappone Mib M alla tonalità principale di Do m.
Questa transizione, molto breve, si compie in due fasi: 111-116 e 116-121 ed è basata sugli elementi 7 (arpeggio), 1 (semitono), 5 (iterazione del semitono) e nuovamente l'arpeggio.
Converge su un accordo di nona di dominante e in modo piuttosto obliquo scende su Mib M, con una settima di Mib. In realtà si parte su una dominante di Mib.
Da 121 a 129 si ha un primo periodo in cui compaiono gli incisi 1,7 e 5 diversamente organizzati: il primo nell'oboe, l'arpeggio nei violoncelli e l'ultimo nei fiati. Molti commentatori fanno partire il secondo tema con la figura dell'oboe di battuta 130, ma essa non si configura come un secondo tema, come un'alternativa al primo, e all'ascolto pare che il secondo tema cominci a 161, quando appare la prima cosa di carattere ritmico diverso dal primo tema.
Interpreteremo questa sezione come un secondo tema composto da due immagini:
- la prima, che chiameremo B, rappresentata dalla figura dell'oboe nelle sue due frasi 131-145 (fino al pp degli archi) e 145-156, dove si ha una nuova figurazione derivata da un frammento dell'oboe;
- la seconda, C, che parte a battuta 157 con una propria introduzione fino a 160, quando appare il tema vero e proprio in ff in Mib m, in ritmo della Quinta sinfonia di Beethoven da battuta 161;

Considerando il tutto scolasticamente la struttura risulterebbe tritematica con tonalità principali di Do m, Mib M e Mib m. Le funzioni dei tempi però non sono quelle delle sinfonie di Haydn, perché tutto viene fuso in un discorso unico e continuo, è tutta storia degli stessi elementi. Sempre scolasticamente quello di 161 dovrebbe rappresentare un tema di coda, ma come vedremo in seguito risulta una delle cose maggiormente usate nello sviluppo e quindi in realtà funziona più da secondo tema, perché lo sviluppo si svolge principalmente su di esso oltre che naturalmente sul primo tema.
Riassumendo il tutto in modo schematico e chiaro troviamo che la sezione del secondo tema comincia a 130 ed è composta da due frasi: 130-156 con l'oboe, e 161-169 con un terzo tema in ff.
Abbiamo detto che la figura C risulta nuova all'ascolto, ma avendoci Brahms abituato al suo modo di lavorare possiamo andare a verificare come le note polari di questa zona, quelle su cui il compositore ha posto degli accenti, rimandino alla figura 1 dell'introduzione e tutta la struttura del tema risulti una specie di diversa elaborazione del tema dell'introduzione. Questo terzo tema vede una sua prima frase tra 161 e 169 e una seconda fra 169 e 176, dove ricompare l'inciso dell'arpeggio in inversione.
L'esposizione si chiude in Mib M con due frasi (177-185/186-189 ed è interamente costruita sull'inciso di C, che potremmo chiamare 9 se identifichiamo con 8 quello dell'oboe. Si noti come il 9 si contragga in modo molto ingegnoso su una terza minore discendente che in due sole battute si riaggancia all'inizio che vale il primo tema includente la propria introduzione.
Non si parla di un vero e proprio tema di coda in quanto solitamente con questa nomenclatura si intenderebbe un tema con funzione liquidatoria, che serve per chiudere un periodo; in questo caso invece quello che identifichiamo tema di coda è immesso direttamente nel discorso, funzionando quasi da secondo tema e portando verso il ritornello prima e lo sviluppo poi.

### Sviluppo e ripresa
Lo sviluppo copre la sezione da 189 a 343; per il tipo di lavoro capillare sulle cellule e per il contrappunto incessante presenta una densità degna del primo tempo della sinfonia Eroica di Beethoven.
Si ricordi che l'esposizione era terminata in Mib e si noti come lo sviluppo parta, subito modulato, addirittura su un pedale di Si, con una scrittura a canone basata sull'elemento 7. La prima parte si può delimitare fino al tremolo degli archi di 197. Da questo punto compare ancora l'inciso dell'arpeggio, unito all'1, la testa dell'introduzione (nei violini si-do-do#).
A 215 l'elemento 1, l'arpeggio e il tema dell'oboe (che avevamo chiamato B o 8) sono sovrapposti. Possiamo tranquillamente sostenere che questo momento rappresenta l'unica comparsa del secondo tema all'interno dello sviluppo, perché da 225 si riafferma prepotentemente il tema C, sviluppato in una sorta di canone in scrittura corale. Tutta questa sezione dominata dalla figura che era il “tema di coda” termina a battuta 273 ed è dominata dagli elementi 9 e 5.
Alle battute 251 e 252 c'è un famoso esempio di falsa relazione, che conferisce a questo momento un effetto molto dissonante e che si motiva con l'enfatizzazione del semitono derivata dall'introduzione: in fiati partono in Do M mentre gli archi si trovano in Sib M.
Alla misura 273 con i violini si torna a lavorare sul primo tema ed in modo particolare sugli incisi 1 e 2: tutto questo movimento del primo tema arriva fino alla battuta 319 con due frasi: 273-297 e 297-319.
Da 321 finalmente comincia l'ultima sezione dello sviluppo che copre 20 battute, occupate dal tema A, l'inciso 2 e dal tema C, il tutto svolto su un gigantesco pedale di sol dato dai timpani e dal controfagotto che rinforza i contrabbassi: è il momento culminante dello sviluppo, in una convergenza del primo tema col tema di coda che rappresenta una sorta di sintesi. A 335 (sul ff) dove volge a Si m, torna il tema A senza C, ma nella ritmica della scala di fagotto, controfagotto, viole, violoncelli e contrabbassi, la ritmica dell'inciso 2 rovesciato.
Dopo Si m si converge verso Sol come dominante di Do e a 342 si innesta la ripresa del primo tema, che comincia senza quella che ne avevamo definito l'introduzione (come se riprendesse quindi da battuta 41).
Dal punto di vista drammaturgico, la tensione fortissima di questo sviluppo è provocata da una sorta di tentativo di fusione tra la figura dell'introduzione o primo tema (ascesa cromatica di semitono) e il “tema di coda”.
Il momento culminante è la sorta di prova d'incastro nel ff tra il tema A ed il tema C, dopodiché tutto precipita verso la ripresa con la ricomparsa del tema principale.
Quest'ultima copre le battute 342-494 ed è perciò molto abbreviata rispetto all'esposizione. Ne ritroviamo tuttavia le sezioni principali: la sezione del primo tema fino a 383, la transizione 384-394, la sezione del secondo tema esposta allo stesso modo (394 come 121, 403 come a 130 e 418 come 143) e alla fine l'intera sezione di coda C con la sua preparazione a 430 fino alla 458. Il tutto risulta però all'interno della conquista della tonalità di Do m già dalla misura 434.
Proseguendo con l'analisi si può notare come a 458 ci sia una sorta di estensione di questo tema fino ad entrare in fase di coda alla 462, misura che in realtà è un'estensione di codetta poiché la coda vera e propria sarebbe più appropriato farla cominciare da 495 con il cambiamento di tempo (“Meno allegro”), svolta sugli incisi 1 (violini e legni), 2 e 7.
Ovviamente tutto l'assetto della ripresa esclude l'apertura a Mib e fa convergere tutto il materiale su Do m.
Risulta però molto significativo il fatto che l'intera parte da 475 in poi moduli verso Fa e che alla 495, dal “Meno allegro”, in realtà la coda si svolga in Do M. Il raggiungimento del maggiore sembra una sorta di pacificazione, ma il senso che se ne ricava è quello di una conquista accantonata, rimandando il problema al finale.
Anche se le coda risulta essere in Do M non si può parlare di una soluzione catartica: il linguaggio appare disarticolato negli incisi, sospendendo il discorso drammatico; tutto precipita in una sorta di amarezza e la tonalità di Do M appare come un miraggio, un qualcosa ancora da conquistare, e permane un'eco dei conflitti fra questi temi.

## Il secondo tempo
Il secondo tempo della Prima sinfonia, un “Andante sostenuto”, è una delle forme tripartite di Brahms, come nel 1º Concerto per pianoforte e orchestra, ed è facilmente riconducibile ad una forma di Lied (A-B-A con coda), anche se in realtà le trasformazioni delle cellule interne contribuiscono a rendere la forma molto più complessa.
Sappiamo dalle lettere e da vari riferimenti che in origine questo tempo era in cinque sezioni: Brahms lo ha tagliato e purtroppo non ne abbiamo la prima versione. Partendo da forme molto semplici il compositore arriva a qualcosa di molto complesso con un lavoro interno sugli incisi. In questo secondo tempo troviamo una particolarità che Brahms attuerà raramente, vale a dire l'investitura del primo violino di una funzione concertante. L'intero movimento, per il carattere molto lirico, sognante e molto struggente sembra come una parentesi rispetto al primo, come se i problemi ed il dramma appena vissuti nel primo tempo venissero accantonati, anche se comunque i due tempi sono collegati da alcune relazioni tematiche.

### Tema
La sezione del primo tema copre le prime 27 battute, divisibili in due sezioni (1-17/17-27), delle quali se consideriamo la prima notiamo che ci sono degli incisi significativi che ruotano tutti attorno all'ascesa cromatica di tre-quattro suoni e quindi sono inequivocabilmente modellati sull'inizio dell'introduzione del primo tempo. La prima battuta (do-do#-re-mi) vede appunto lo stesso tipo di configurazione, variato, della struttura del primo tempo. Figure significative sono l'arpeggio e la scala discendente.
Possiamo isolare quattro elementi significativi imparentati tra di loro:
1. battute 1 e 2 nei violini e nel fagotto dove notiamo sol, la, do (come nota di volta) e si
2. nota ribattuta nelle misure 3 e 4
3. figura dei violini delle battute 5-6 col levare (citazione dal primo tempo) che però eredita già la figura di due della nota ribattuta
4. nota ribattuta estesa a scala (battuta 8 con il levare)

L'elemento cromatico ricompare nei violini alle battute 9-1.
A 17 l'oboe enuncia una variante di quello che abbiamo già ascoltato, e fino alla 23 il tutto si costruisce sull'ascesa cromatica di tre suoni, sulla nota ribattuta e sulla scala. A 29 ricompare nei violini l'elemento cromatico.
Da 27 a 38, sempre sulla figura del primo tema, si svolge quella che possiamo definire una transizione, caratterizzata dagli incisi 3 e 4, e che modula da Mi M si passa a Do# m, la tonalità nella quale si svolge la sezione B (38-66), costruita sugli stessi elementi3 (tanto da sembrare una variazione di A) e tonalmente molto instabile (si muove fin verso Lab); questa sezione giunge al termine sul rullo dei timpani che porta al pp e a un ritorno a Mi M, dove il primo tema ritorna riscritto: l'elemento della nota ribattuta è al flauto clarinetto e fagotto mentre è uguale l'elemento dell'arpeggio in terzine (nel tema a battuta 6 ai violoncelli).

Tema a battuta 100, nel secondo movimento

Tutto questo si svolge su due frasi (66-90/90-99), soltanto che a 90 quella che era stata la variazione di A, cioè la figura dell'oboe, viene svolta dal corno mettendo contemporaneamente in luce la voce del primo violino che funziona da variante timbrica e la decora.

### Coda
Dopodiché a 100 (vedi figura a lato), fino a 128, si ha la coda, svolta in Mi M sulla figura del tema principale, comunque con richiami evidenti anche al B, come notiamo dalle note puntate ribattute del flauto a 100 e dei violini e nelle viole (richiamo di battuta 39).
Questa coda è una specie di meravigliosa sintesi degli elementi che erano già gemellati tra loro: nota ribattuta ed ascensione semitonale. Perciò rappresenta una convergenza di tutto questo materiale, fuso con un senso di grande pacificazione; l'intera sezione viene decorata dal violino solista fino al mi acuto che conclude sull'arpeggio nell'ultima battuta, sul pedale delle trombe e timpani col pizzicato degli archi.

## Il terzo tempo
La distanza grande ed incolmabile di Brahms dalle sinfonie di Beethoven si può cogliere dal terzo tempo. Come già avevamo detto, in Beethoven dalla seconda sinfonia in poi questo momento era rappresentato dallo Scherzo, pezzo quindi dal carattere molto dinamico, a volte drammatico, a volte incisivo. Episodicamente aveva recuperato il Minuetto nell'Ottava, aveva complicato invece lo Scherzo della Quarta facendolo diventare pentapartito anziché tripartito. Restò invece Minuetto nelle sinfonie di Schubert e di Schumann.
In questa sinfonia il terzo tempo è una specie di intermezzo molto snervato, privo di carattere: non è riconducibile allo scherzo se non per la sua forma tripartita, non diversa da quella del secondo tempo (quindi A-B-A con una coda).
La tonalità è di Lab, considerato Sol# enarmonica mente nell'ascensione di terze rispetto al Mi M del secondo tempo.
La prima sezione A (battute 1-70) si muove intorno a Lab e Fa m (già da battuta 5), e alla dominante dalla 10 (Mib M).
Possiamo distinguere al suo interno varie sezioni:
- 1-10 (“a”) con la prima parte il Lab e dalla 5 in Fa m (la sezione 5-10 è costruita a specchio su una sorta di inversione di 1-5). Il tema del clarinetto, sul moto cullante del pizzicato dei violoncelli, può essere riferibile al secondo tempo, più precisamente alla figura dell'oboe che avevamo visto alla battuta 40.
- 11-18 (“b”) con una figura che deriva chiaramente dall'inizio e ne rappresenta una variazione; è in Mib M, quindi alla dominante. La tonalità principale viene riconquistata alla battuta 19.
- 19-25 ritorno del tema a nei violini con il clarinetto in funzione decorativa grazie agli arpeggi in terzine.

A 26 ricompare il Fa m mentre a 33 ricomincia il B. C'è una battuta di conclusione (45) dopodiché comincia una nuova figura (“c”), ansiosa, in Fa m, che si muove su una figurazione di note ribattute derivata dal secondo tempo.
Tra 62 e 70 tutto si conclude con un ritorno alla figura di a, convergendo su Lab, la tonalità principale. La struttura fino a qui può essere quindi ricapitolata schematicamente: a-b-a-b-c-a'.
Da battuta 71 parte la sezione che chiameremo B e che deriva da A per la figurazione in note ribattute e per il profilo melodico dei legni. Troviamo un gioco armonico di grande raffinatezza, poiché il mi viene interpretato come enarmonico re# e attraverso di esso ci si sposta verso Si M, tonalità della sezione centrale, al passaggio in 6/8 che copre le battute 71-114.
Questa zona funziona da Trio (in due frasi: 71-86 e 87-108) ed è ritornellata internamente.
Alla battuta 115 si ritorna alla sezione principale in Lab con il 2/4 -ma in forma abbreviata perché se la prima volta l'A occupava 70 battute, ora copre la sezione da 115 a 154- (dopo alcune battute, 109-114, che possiamo definire di preparazione, nelle quali si era riaccennato al tema a), tuttavia in una mirabile sovrapposizione del tema iniziale a con la nota ribattuta che aveva caratterizzato il B.
Questa parte rappresenta una commistione tra i due elementi (b=126-138;a= 139-149; di nuovo il b, anche se solo accennato=150-154). La prima sezione torna effettivamente alla battuta 215.
La coda (“più tranquillo”) che parte a 155 è un altro gioiello formale dove Brahms crea una sintesi A e di B, la sezione principale e quella di contrasto, dominata da B con elementi di A (a cominciare dall'arpeggio che poi la chiude) e sfuma molto velocemente.
Questo tempo non ha un carattere è forte e quindi la funzione beethoveniana dello Scherzo che già prepara ed introduce l'ultimo tempo, e dal punto di vista della drammaturgia della sinfonia costituisce un momento di alleggerimento, quasi di distensione, prima di affrontare il Finale, risoluzione di tutti i contrasti che sono stati accumulati e non risolti nel primo tempo. Le sue parentele sono con il secondo tempo, come se fossero una coppia che separa primo e ultimo, i quali sono fortemente collegati tra di loro.

## Il finale
Il Finale della Prima sinfonia ha una forma molto ardita, probabilmente la più eterodossa che Brahms abbia scritto nelle sinfonie, e risulta difficile isolarne le parti generali. Alcuni hanno azzardato che sia una delle punte più spinte verso il mondo dei suoi “nemici” neotedeschi, poiché le figure sonore che vi compaiono assumono un'evidenza quasi simbolica, potremmo quasi attribuirle ad un poema sinfonico.
Eccezion fatta per il celebre richiamo alla Nona di Beethoven, ci sono concreti riferimenti a un certo mondo sonoro tedesco come il corale e lo squillo del corno evocativo della natura.
È una forma simmetrica rispetto a quella del primo tempo, con una grande introduzione iniziale che copre le prime 61 battute, che instaura con la forma sonata un rapporto simile a quello che abbiamo visto all'inizio della sinfonia tra introduzione e primo tempo stesso.
Dal punto di vista tonale l'introduzione parte in Do m ed è costituita da due sezioni molto ben distinte e contrassegnate da un cambiamento di tempo: le prime 29 battute sono qualificate “Adagio”, mentre da 30 a 61 abbiamo un “Più andante” che risulta essere in Do M.

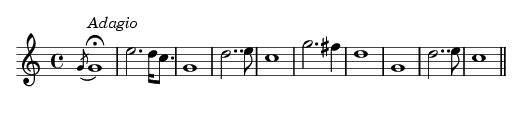
Tema del corno nel Finale

La prima parte dell'introduzione è caratterizzata da un fortissimo cromatismo, una torsione cromatica che deriva dall'inciso 1 dell'introduzione del primo tempo, mentre la seconda parte ha un evidente configurazione diatonica in cui i temi sono chiari, come scritti in caratteri cubitali, scarsamente cromatici. Si vengono a contrapporre perciò le figure di un'oscurità tenebrosa, di un tormento interiore, a simboli potremmo dire di verità assoluta (lo squillo del corno e il corale); due valori, oltre che due temi ai quali sarà poi affidata la soluzione catartica della sinfonia.
L'inizio in Do m vede una torsione cromatica dei bassi e simmetricamente segue la stessa cosa eseguita dai violini che però la rovesciano in su. Possiamo identificare tre incisi, all'interno di un gruppo a che è circoscritto alle prime 5 battute:
la discesa dei bassi(1), la figura dei violini di battuta 2 (2) e il movimento cromatico dei violini dopo il secondo rullo dei timpani alla quarta misura (3).
A battuta 6 comincia una nuova sezione b che si estende fino a 12, contrassegnata dall'elemento 4 (ottavi pizzicati degli archi), chiaramente di derivazione da 2 data la relazione cromatica.
Alla dodicesima misura viene ripresa la figura iniziale a, mentre il b ritorna alla 16.
Le battute 20-29 sono basate sugli incisi 2 e 3 di a, configurati come soluzione di coda di questa sezione che chiameremo c.
A questo punto, sul rullo dei timpani, con un effetto quasi teatrale, plateale, un po' raro in Brahms, compare un nuovo tema con lo squillo del corno, evocativo di paesaggi alpestri.
La sezione del “più andante” che parte proprio da questo, può essere divisa in tre parti: 36-46 (in Do M), 47-52 (in La M) e 53-60 (nuovamente in Do M). È costituita da due segnali emblematici: lo squillo del corno a cui abbiamo appena accennato (con il tremolo degli archi che quasi ricorda il Tannhäuser) che risulta incorniciare, in quanto prima lo precede e poi lo segue, il corale, con tutta la simbologia che si porta dietro, eseguito da tromboni, corni, fagotti e controfagotto a battuta 47.
Pur essendo sia l'”Adagio” che il “più andante” classificati come introduzione noteremo che in realtà questa è una denominazione impropria, poiché la forma sonata ne riutilizza i temi al suo interno.
Il primo tema della forma sonata parte in Do M con un tema diatonico, nel quale molti commentatori vedono una reminiscenza del tema della gioia del Finale della Nona sinfonia di Beethoven, più precisamente nella sua terza battuta. Dobbiamo precisare che il richiamo è voluto, l'intenzione di Brahms era quella di farlo riconoscere a chiunque.
È il primo tema della forma sonata, la cui sezione copre le battute 62-94 (a sua volta divisibile in una nuova sezione da 78 quando viene ripreso) dopodiché comincia la transizione.
A 94 comincia una transizione che arriva alla misura 118 in tre fasi: 94-102 basata ovviamente sulla testa del tema alternata all'inciso 3 dell'introduzione e all'inciso 2, 102-114 con una nuova immagine basata sull'arpeggio (facilmente riconducibile al primo tempo), 114-118 sempre in fase di transizione c'è una ricomparsa come citazione e reminiscenza del tema del corno, suonato però dal flauto e ripreso dal corno.
Viene così raggiunta la dominante ed eseguito un secondo tema in Sol M (118), svolto su un basso ostinato che riprende l'inciso 1 dell'introduzione, seppur trasposto in tonalità diversa, in un modo di agire barocco.
C'è un gusto ancora più straordinario se guardiamo la battuta 119 o flauto e oboe a 125 che ne eseguono l'inversione.
Alla 118 viene raggiunta la dominante con un nuovo tema annunciato dai violini su un basso ostinato che deriva appunto dalla prima battuta dell'introduzione. Questa sezione molto ampia del secondo tema conduce allo sviluppo, che può essere fatto iniziare alla 186.
A 132 compare una figura che deriva direttamente da B di 118 (oboe) e viene ulteriormente variata in seguito, precisamente alla battuta 142. Successivamente questa sezione si divide in più frasi che possiamo elencare: 148-155, 156-163, 164-175, 176-182 e le battute finali 183-185 dove c'è la discesa con la quale comincia in modo assai strano lo sviluppo. Tutto il materiale che si anima in questa parte deriva da B, ma più indirettamente elabora la sezione c dell'introduzione, particolarmente la sua parte finale, quella che era rappresentata dalle battute 27-29.
Dal punto di vista tonale, partendo dalla dominante a 118, si passa in La M a 148, Si M a 156,Mi m a 176 e l'ultima parte (183-185) rappresenta un raccordo fra Mi m e Do M.
Una delle cose su cui è opportuno riflettere è che lo sviluppo, se lo fissiamo in questo punto, parte alla tonica, in Do M; l'anomalia è che questa tonalità, di principale importanza in questo finale, è già avvertito dentro l'introduzione, che l'afferma già in modo inequivocabile col tema del corno. Per cui, quando poi si presenta il primo tema vero e proprio, 'affermazione della tonica risulta già depauperata del suo valore. Inoltre, il fatto che lo sviluppo annunci il tema principale alla tonica, gli attribuisce quasi un senso di ripresa.
In realtà Brahms compie in quest'ultimo tempo un'arditissima mescolanza tra la funzione di ripresa e quella dello sviluppo, perché pur essendo ripreso il tema principale alla tonica, rapidamente modula.
Tutto è basato sul tema a e la seconda frase che parte dalla misura 204 si porta in Mib M come variazione del primo tema nuovamente modulante. La testa del tema a ricompare a 220, alternata all'inciso 3 dell'introduzione, esattamente come aveva fatto nelle battute 94-102 dell'esposizione.
Che tutto questo non sia da considerarsi ripresa, anche se viene esposto il primo tema alla tonica, ce lo dimostra quanto avviene successivamente: da 228 a 284 dominano elaborazioni di questo tema in un fugato molto denso e poi principalmente basate sulla figura che era apparsa nella transizione a 102, fino a convergere sulla dominante per la riaffermazione della tonica, che compare a pieno soltanto alla 285. In questo punto, sul ff del tema del corno dell'introduzione, che ha un effetto catartico travolgente ed è lo sbocco risolutore di tutta la sinfonia, si può fissare la ripresa. Da qui, raggiunto saldamente il Do M, seppur con delle modulazioni interne, Brahms lo mantiene fino alla fine.
Questa ripresa si svolge in modo bizzarro perché subito dopo aver esposto il tema del corno, il compositore scrive il secondo tema alla tonica (battuta 301); viene il sospetto che la forma anomala di quanto avviene sia: ripresa del primo tema all'interno dello sviluppo-sviluppo-ripresa alla tonica del tema D- ripresa di B alla tonica; prima viene risolto il primo tema e dopo lo sviluppo riprende il tema del corno dell'introduzione e quindi passa a risolvere tutta la sezione del secondo tema. Quanto segue da 314 a 374 ripresenta praticamente tutto quanto abbiamo sentito nell'ampia sezione del secondo tema; quindi qui non siamo in una vera e propria fase di ripresa.
Ricapitolando il tutto fino a questo punto notiamo:
- 62-94-sezione del primo tema
- 94-118-transizione dove il tema a si alterna all'inciso 3
- 118-185-sezione del secondo tema
- 186-284- ripresa anticipata e falsa (seppur con il primo tema alla tonica) perché da 204 il carattere è quello dello sviluppo e si elabora la figura a con quella della transizione, in ben tre sezioni di densissimo fugato
- 285-ritorno del tema del corno in Do M che apre la fase di ripresa
- 301-374-ripresa del secondo tema con l'intera sezione risolta alla tonica

Alla battuta 375 parte una sorta di codetta che si estende fino al “più allegro” di 391 ed è una sezione che si richiama alla sezione c dell'introduzione.
Il “più allegro” rappresenta la coda vera e propria ed è basata sul materiale proveniente dal primo tema. Tuttavia, con un effetto clamoroso, a battuta 406 Brahms riprende il corale dell'introduzione.
Le ultime battute sono tutte basate, ormai in un senso affermativo e trionfante, sull'elemento 2 dell'introduzione, in un luminosissimo Do M. La grandezza di questa coda serve come un gioco ritmico per frenare l'enorme struttura di questo Finale.
Abbiamo dunque visto come quest'ultimo tempo sia una forma antiscolastica e strana:
l'introduzione è divisa in due parti delle quali la prima ruota attorno a Do m, mentre la seconda (30-61) a Do M con un corale in La. Il fatto di far sentire la tonica nell'introduzione depaupera l'affermazione del primo tema, tanto che alcuni fanno cominciare l'esposizione del primo tema all'a 30, perché poi la ripresa avviene su quel tema lì (ma risulterebbe comunque anomala poiché nella ripresa compare un altro tema alla tonica).
Brahms fa sentire molto forte il Do M nell'introduzione, dopodiché l'esposizione risulta abbastanza scolastica, perché c'è una sezione del primo tema in Do M, una transizione, e un secondo tema che parte dalla regione della dominante e che si estende attraverso altre tonalità (Si M e Mi m). Il problema però arriva quando vediamo lo sviluppo cominciare con un ritorno alla tonica del primo tema, dopo il quale c'è la vera fase di sviluppo, come ci confermano il fugato ed il carattere stesso del brano. Dalla convergenza sulla dominante di Do, e quindi dalla ripartenza in Do M (285) la tonalità è stabile e conquistata.
La ripresa parte col tema del corno e successivamente viene il tema B (risolto naturalmente alla tonica) con tutta la sua sezione. All'interno della coda, interamente in Do M, viene ripreso il corale che era comparso nell'introduzione.
La considerazione che dobbiamo fare a questo punto è che c'è un'ambiguità molto evidente tra quella che chiamiamo introduzione e quella che abbiamo indicato come esposizione, perché all'interno dell'introduzione avviene già l'affermazione della tonica e con un tema che poi funziona da ripresa del primo tema. L'allegro di forma sonata parte però con un nuovo primo tema in Do M e quando comincia lo sviluppo, invece di deviare tonalmente dalla tonica riparte in Do M con una nuova affermazione del primo tema. La ripresa avviene sul tema del corno dell'introduzione, al quale è accostato il secondo tema con tutta la sua sezione risolta alla tonica.
È la forma sonata più anomala di Brahms e all'ascolto la configurazione come risoluzione verso la tonica di Do M, gloriosa e affermativa di questo finale, in realtà passa attraverso varie fasi che sono intercalate da sezioni di sviluppo. Prima riprende il tema alla tonica (vale la pena ripetere ancora che la cosa singolare è che non lo riprende in fase di ripresa, ma solo nello sviluppo). Ci sono due temi quindi che possiamo dire funzionino da primo tema: quello del corno dell'introduzione e quello con reminiscenze della Nona di Beethoven, i quali ricompaiono entrambi alla tonica: uno all'inizio dello sviluppo e uno all'inizio della ripresa, senza dimenticarne il valore simbolico.

## Registrazioni
Discografia selettiva
- Leonard Bernstein, Wiener Philharmoniker, DG, E4749302
- Semën Byčkov, WDR Sinfonieorchester Köln, ArtHaus Musik 101 243 (DVD)
- Guido Cantelli, Philharmonia Orchestra, Testament mono SBT1012
- Iván Fischer, Orchestra Festival di Budapest, Channel Classics CCSSA28309
- Carlo Maria Giulini, Philharmonia Orchestra, BBC Legends mono BBCL4175-2
- Herbert von Karajan, Berliner Philharmoniker, DG, 4777579
- Georg Solti, Chicago Symphony Orchestra, Decca, E4307992
- Bruno Walter, Columbia Symphony Orchestra, G010004064271H